# غريغوري كلارك
غريغوري كلارك (بالإنجليزية: Gregory Clark)‏ هو دبلوماسي وصحفي أسترالي، ولد في 19 مايو 1936 في كامبريدج في المملكة المتحدة.